# Dylan Alcott
Dylan Martin Alcott, AO (* 4. Dezember 1990 in Melbourne, Victoria) ist ein ehemaliger australischer Rollstuhltennisspieler und Rollstuhlbasketballspieler. In beiden Sportarten wurde er Paralympics-Sieger.

## Karriere
Alcott wurde mit einem Tumor am Rückenmark geboren, der zwar in seinen ersten Lebenswochen operativ entfernt wurde, aber eine Querschnittlähmung zur Folge hatte. Bereits in seiner Jugend begann er Rollstuhltennis und Rollstuhlbasketball zu spielen.
Bei den Paralympischen Spielen im Jahr 2008 in Peking gewann er im Alter von 17 Jahren mit der australischen Basketballmannschaft die Goldmedaille. Im Jahr darauf wurde er, wie auch seine Mannschaftskollegen, dafür mit der Medal of the Order of Australia ausgezeichnet. Bei der Weltmeisterschaft 2010 in Birmingham wurde er außerdem Weltmeister. 2012 in London folgte der Gewinn der Silbermedaille.
Ab 2014 wandte sich Alcott wieder dem Rollstuhltennis zu und gewann in der Klasse für Quadriplegiker sogleich mehrere hochwertige Turniere. Beim Wheelchair Tennis Masters erreichte er das Endspiel. Im Januar 2015 gewann er die Australian Open und die US Open im Einzel und verteidigte den Australian-Open-Titel auch 2016. In allen Finals besiegte er David Wagner. Im Doppel stand er bei diesen drei Turnieren jeweils im Finale. Auch bei den Australian Open 2017 erreichte er beide Finals und gewann erneut das Einzel. Im Jahr darauf sicherte er sich erstmals sowohl im Einzel als auch im Doppel den Titel.
In der Weltrangliste im Einzel übernahm er aufgrund seiner Erfolge zum 29. Juni 2015 die Führung. Auch im Doppel war Rang eins, erstmals am 9. September 2019, seine beste Platzierung. Mit der australischen Nationalmannschaft gewann er im Mai 2016 den World Team Cup. Es war der erste Titel für Australien in der Klasse der Quadriplegiker. Nur wenige Monate später gelang es ihm bei den Paralympischen Spielen in Rio de Janeiro, sowohl in der Einzel- wie auch in der Doppelkonkurrenz die Goldmedaille zu gewinnen. Im Doppel war Heath Davidson sein Partner.
Alcott verlor mit dem Finale um die Australian Open 2022 das letzte Spiel seiner Karriere gegen den Niederländer Sam Schröder mit 5:7, 0:6.
Er studiert Commerce an der University of Melbourne.